# Yamae
Yamae (山江村, Yamae-mura) est un village du district de Kuma, dans la préfecture de Kumamoto, au Japon.

## Géographie
Le village de Yamae se situe dans le sud-ouest de la préfecture de Kumamoto, au Japon. Ce village rural de montagne s'étend sur 18 km, dans sa longueur du nord au sud, à environ 30 km au sud de Kumamoto, capitale de la préfecture du même nom.
Près de 90 % de la superficie du village sont recouverts de forêts.

### Démographie
Au 1er janvier 2016, la population de Yamae s'élevait à 3 637 habitants répartis sur une superficie de 121,21 km2.

### Municipalités voisines
| Yatsushiro       | Yatsushiro / Itsuki | Itsuki |
| Kuma / Hitoyoshi | Yamae               | Sagara |
| Hitoyoshi        | Hitoyoshi           | Sagara |

## Histoire
En 1889, lors de la mise en place du nouveau système d'administration des municipalités élaboré par le gouvernement de Meiji, les deux villages de Mae et Yamada sont fusionnés et intégrés dans le district de Kuma.

## Symboles municipaux
L'arbre symbole de la municipalité de Yamae est le cèdre du Japon, sa fleur symbole le rhododendron et son oiseau symbole le zostérops du Japon.